# أولونا (أتيكا)
أولون (Αυλών) هي مدينة في أتيكا في مقاطعة أتيكي في اليونان.
يبلغ عدد سكانها حوالي 4541 نسمة.